# سمعت
سِمَعِت (انگلیسی: Semat؛ فعال ح. ۲۹۵۰ ق.م.) یک ملکه همسر در مصر باستان در دوران حکمرانی دودمان نخست مصر بود. سِمَعِت همسر فرعون دن بود. او را در نزدیکی او در ابیدوس به خاک سپردند. او در سنگ یادبودی در کنار گور این فرعون دو لقب دارد: «مَعِت‌حور» (M33.t-Ḥr.(w)) به معنای آنکه حوروس را می‌بیند و «رِنَمِت-سِتش» (Rnm.t-Stš) به معنای آنکه شیث را حمل می‌کند.
هر دوی این القاب با ملکه‌ها در مصر باستان مرتبط بودند. سِمَعِت تنها زنی نبود که از سنگ یادبود تشییع جنازه‌اش شناسایی شد. زنان دیگری که سنگ یادبود تشییع جنازه آنها در نزدیکی مقبره فرعون دن پیدا شد، سشمت‌کا و سرت‌حور هستند.
این سنگ یادبود در موزه موزه مصرشناسی برلین بود، اما در طول جنگ جهانی دوم تخریب شد.